# Vegyes csapatverseny a 2018-as úszó-Európa-bajnokságon
A 2018-as úszó-Európa-bajnokságon a műugrás vegyes csapatversenyének fináléját augusztus 6-án délben rendezték a Royal Commonwealth Poolban.

## Versenynaptár
Az időpontok helyi idő szerint olvashatóak (GMT +00:00).
| Dátum                     | Időpont | Forduló |
| ------------------------- | ------- | ------- |
| 2018. augusztus 6., hétfő | 12:00   | Döntő   |

## Eredmény
| # | Versenyző                               | Ország                   | Pontok | Pontok | Pontok | Pontok | Pontok | Pontok | Pontok |
| # | Versenyző                               | Ország                   | F1     | F2     | F3     | F4     | F5     | F6     | Össz.  |
| - | --------------------------------------- | ------------------------ | ------ | ------ | ------ | ------ | ------ | ------ | ------ |
|   | Szofija Liszkun Oleg Kologyij           | Ukrajna (UKR)            | 47,00  | 46,00  | 68,00  | 57,40  | 70,30  | 67,20  | 355,90 |
|   | Maria Kurjo Lou Massenberg              | Németország (GER)        | 39,00  | 45,00  | 68,80  | 67,50  | 67,20  | 65,10  | 352,60 |
|   | Julija Tyimosinyina Jevgenyij Kuznyecov | Oroszország (RUS)        | 43,00  | 73,50  | 63,55  | 89,30  | 35,20  | 45,00  | 349,55 |
| 4 | Robyn Birch James Heatly                | Egyesült Királyság (GBR) | 50,00  | 41,00  | 76,50  | 45,00  | 68,25  | 62,40  | 343,15 |
| 5 | Bátki Noémi Giovanni Tocci              | Olaszország (ITA)        | 39, 00 | 48,00  | 56,00  | 74,80  | 42,00  | 64,60  | 324,40 |
| 6 | Alena Kamulkina Vadzim Kaptur           | Fehéroroszország (BLR)   | 47,00  | 42,00  | 58,50  | 68,80  | 55,50  | 45,90  | 317,70 |
| 7 | Ellen Ek Vinko Paradzik                 | Svédország (SWE)         | 37,00  | 38.00  | 54,60  | 43,20  | 55,50  | 42,00  | 270,30 |